# شعبية طرابلس
طرابلس هي إحدى مدن ليبيا وتقسم إلى 45 منطقة وتبلغ مساحتها حوالي 3085 كم2 ومقرها الإداري أو عاصمتها هي مدينة طرابلس. ومنذ عام 2007 كانت طرابلس تحد من الغرب مدينة الزاوية ومن الشرق منطقة المرقب والجنوب منطقة الجفارة.

## التقسيم الإداري
من عام 2001 إلى عام 2007، كانت شعبية منطقة طرابلس أصغر مما كانت عليه في السابق، بما في ذلك مدينة طرابلس والمناطق المحيطة بها فقط. أعيدت الحدود السابقة لبلدية طرابلس السابقة (1983-1995) في عملية إعادة التنظيم الإداري لليبيا عام 2007. أكثر الأماكن اكتظاظًا بالسكان في المنطقة هي القره بوللي وقصر بن غشير وطرابلس. حصلت ليبيا على استقلالها عام 1951 من الإمبراطورية الاستعمارية، واشتهرت عمومًا بمواردها النفطية الغنية. كجزء من اللامركزية في عام 2012، قسمت البلاد إداريًا إلى 13 منطقة من أصل 25 بلدية، والتي قسمت أيضًا إلى 1500 بلدية. اعتبارًا من عام 2016، كان هناك 22 قسمًا إداريًا في البلاد على شكل مناطق.

## منطقة طرابلس
- تاجوراء.
- سوق الجمعة.
- الصياد.
- عين زارة
- أبو سليم
- حي صلاح الدين.
- حي ناصر.
- باب عكارة
- باب بن غشير
- قصر بن غشير
- الهضبة الخضراء.
- حي أم درمان.
- حي بلوزة.
- الكيزة.
- خالد بن الوليد.
- القاسي.
- الحداد.
- عبد الله بن الزبير.
- حي دمشق.
- الحي الصناعي.
- كشلاف.
- قرية صالح.
- الكرامة.
- حي الريان.
- غوط الشعال.
- شارع عشرة.
- حي القادسية.
- حي الأندلس.
- حي الآثار.
- قرقارش.
- المدينة السياحية.
- حي الوحدة.
- سوق الخميس امسيحل.
- السبيعة.
- السواني.
- السراج
- القرة بوللي.
- جنزور.
- الأصابعة.
- سوق الأحد.
- زناتة.
- سيدي المصري.
- رأس حسن.
- العثمانية.
- تقسيم بن دخيل.
- غرغور.
- الشارع الغربي الشمالي.
- الشارع الغربي الجنوبي.
- قرجي.
- المدينة الرياضية.
- حي الانتصار.
- التضامن.
- الحي الإسلامي.
- الدريبي.
- حي الزهور.
- البزازعة.
- جنزور الشط.
- أولاد أحمد جنزور.
- أولاد أبو غرارة.
- الجعافرة.
- القصيبة.
- حي الكويت.
- الرشاح.
- جنزور الشرقية.
- شهداء عبد الجليل.
- السراج الشرقية.
- حي السلام.
- فندق التوغار.
- الحي الدبلوماسي.
- تقسيم البدري.
- بو نعيم.
- قرية المزاوغة.
- حي الخليج.
- البيفي.
- السبعة.

## الاقتصاد

### المصارف
مصرف ليبيا المركزي
مصرف الصحارى
مصرف الوحدة
مصرف الجمهورية
مصرف الأمة
المصرف التجاري الوطني
مصرف التجارة والتنمية
مصرف الأمان

### الأسواق
أسواق مجمعة: الثلاثاء، الفرناج، الجماهيرية، حي الاندلس، الفات، برج الفاتح.
أسواق شعبية: سوق الجمعة، سوق الثلاثاء، ابوسليم، جامع الصقع، الرشيد، الترسانة، المهاري، زرقاء اليمامة، قرقارش.

### المصانع
المكرونة والتبغ والصابون والألبان وصهر الخردة واللدائن والمشروبات الغازية

### المواني
- ميناء طرابلس البحري
- ميناء الركاب

### المطارات
- مطار طرابلس العالمي
- مطار معيتيقة

## السياحة
السرايا الحمراء والمدينة القديمة والشواطيء والمجمعات السياحية

### المتاحف
- مجمع المتاحف (السرايا الحمراء)
- المتحف الإسلامي
- متحف التاريخ الطبيعي

### الفنادق
- الفندق الكبير
- المهاري
- كورنثيا
- شمال افريقيا
- باب البحر
- باب المدينة
- الودان
- قصر ليبيا
- الصفاء

## الصحة

### المستشفيات
- مركز طرابلس الطبي
- مستشفى طرابلس المركزي
- مستشفى الخضراء العام
- مستشفى الجلاء للولادة
- مستشفى العيون
- مستشفى الرازي للصحة النفسية
- مستشفى الجلاء للأطفال
- مستشفى السكر
- مستشفى أبو ستة للأمراض الصدرية
- مستشفى أبوسليم للجراحة والعظام
- مركز الحروق وجراحة التجميل
- مستشفى صلاح الدين العام
- مستشفى معيتيقة العسكري

## الرياضة

### النوادي
- النادي الأهلي
- نادي الاتحاد
- نادي المدينة
- نادي الوحدة
- نادي الشط
- نادي المحلة

## الثقافة
- مركز جهاد الليبين للدراسات التاريخية
- مجمع الفتح الثقافي
- دار الفنون
- مسرح الكشاف
- فرق مسرحية